# Méta-Wiki
Méta-Wiki ou Wikimedia Meta-Wiki ou méta est un site web destiné à la coordination de tous les projets Wikimédia en matière de politique, discussions, débats, anti-vandalisme inter-projets, élections d'administrateurs inter-sites, etc.,.